# هشام اختيار
اللواء هشام اختيار أو هشام بختيار (بختيار بحسب بعض المصادر) (1941 - 20 يوليو 2012)، هو سياسي و عسكري سوري كان يشغل منصب رئيس مكتب الأمن القومي في حزب البعث السوري الحاكم . وكان عضوا في اللجنة المركزية والقيادة القطرية للحزب. كما شغل منصب مدير إدارة المخابرات العامة (أمن الدولة، بين 2001 و2005). كما عين في مناصب في الحزب في المؤتمر القطري العاشر للحزب في يونيو 2005.
أصيب إصابة بالغة يوم 18 يوليو 2012 في انفجار استهدف مقر الأمن القومي السوري في حزب البعث الحاكم بالعاصمة السورية دمشق أثناء اجتماع وزراء ومسؤولين أمنيين كبار فيما يعرف بخلية إدارة الأزمة السورية التي شكلها الرئيس السوري بشار الأسد إبان الاحتجاجات المطالبة بإسقاط نظام البعث الحاكم. وأُعلن عن وفاته يوم 20 يوليو 2012 متأثراً بجراحه.

## إغتيال كمال جنبلاط
تتهم أوساط سياسية لبنانية مدير مكتب الامن القومي السوري هشام بختيار بأنه كان احد أبرز المخططين لاغتيال الزعيم الدرزي اللبناني كمال جنبلاط إبان الوجود السوري العسكري و المخابراتي في لبنان.

## علاقته مع إيران
تقول مصادر من المعارضة السورية إنّ أصول هشام بختيار الإيرانية جعلته «رجل إيران الأوّل في سوريا»، وذلك نظرا إلى الدور المهم الذي لعبه في العلاقات الإيرانية السورية إضافة إلى علاقته الوطيدة بحزب الله اللبناني، حتى أنّ بعضهم يؤكّد أنّه كان يعد التقارير الأمنية إلى السفارة الإيرانية من دون علم الأسد نفسه. كما كان له دور أساسي في ترخيص 10 ثانويات شرعية شيعية، وإنشاء الحوزات الشيعية في سوريا وجعلها أمراً شرعياً منظماً في سوريا. كما قدم الكثير من التسهيل للطلاب الشيعة في سوريا ، ويرى كثير من أنصار ونشطاء المعارضة السورية أن الرجل الغامض ذو المهام الأمنية أدار ملف التشيع في سوريا، وعمل على رفع وتيرته خلال فترة تسلمه المراتب الأمنية ، حيث أوكل هشام بختيار إلى عبد الله نظام، المعروف بكونه عميل السفارة الإيرانية في سوريا، و قام بتعيينه على كلية الشريعة في جامعة دمشق، لتنقية المناهج الشرعية الإسلامية (السنية) من الأمور التي لا يرضى عنها الشيعة ، وتمكن هشام بختيار من زرع دعاة التشيع في وزارة التعليم العالي، فعين الدكتور هاني مرتضى، رئيس جامعة دمشق الأسبق، وزيرا للتعليم العالي، الذي عين بدوره الدكتور عبد الرزاق شيخ عيسى أمينا لجامعة دمشق، ثم عين الدكتور عباس صندوق (الشيعي) ، وفي وزارة التربية، عين هشام بختيار الدكتور علي سعد (مرشدي) الذي حارب التعليم الشرعي، وطالب بتأليف كتاب تربية دينية لكل طائفة (دروز، علوية، إسماعيلية، شيعة، سنة) ، و عين الدكتور محمد السيد (المتشيع) وزيراً للأوقاف، و الذي بدوره قام بإضعاف التعليم الشرعي الإسلامي السني، ومنع إحداث ثانويات شرعية جديدة.

## اتهامات بالإرهاب
ورد اسم اللواء هشام بختيار في 2006 على لائحة وزارة الخزانة الأميركية ومنع لاحقا من دخول الولايات المتحدة «لإسهامه الكبير في دعم الحكومة السورية لمنظمات إرهابية»، في إشارة إلى حزب الله اللبناني وبعض المنظمات الفلسطينية ، وبسبب دوره في قمع الاحتجاجات الشعبية، فرضت وزارة الخزانة الأميركية في مايو (أيار) 2011 عقوبات على مكتب الأمن القومي، متهمة إياه بأنه وجه أجهزة الأمن السورية لاستخدام القوة القصوى ضد المتظاهرين، واعتبرت أن المكتب الذي يترأسه اللواء هشام بختيار جزء من دائرة الأسد الداخلية ، كما أدرج اسم اللواء هشام بختيار منذ 23 مايو (أيار) 2011 ضمن اللائحة الأوروبية للعقوبات المفروضة على نظام بشار الأسد.